# Mario Chiodo Grandi

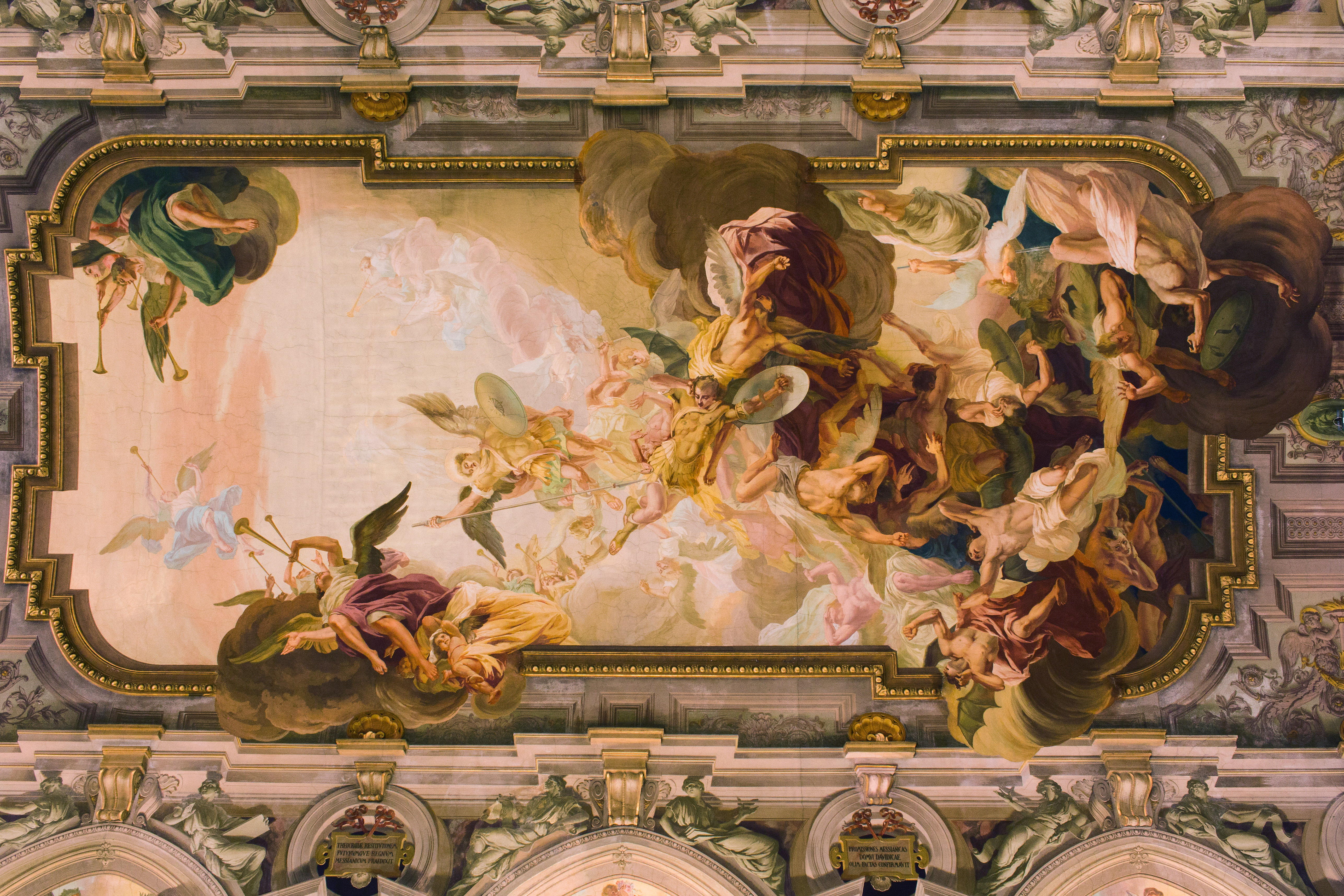
Dettaglio della volta della Chiesa di San Michele Arcangelo a Busto Arsizio, 1932-1934

Mario Chiodo Grandi (Crema, 11 febbraio 1872 – Milano, 20 ottobre 1937) è stato un pittore italiano di stampo neoclassico e accademico.

## Biografia
Fu discepolo di Luigi Cavenaghi, frequentò i corsi serali all'Accademia di Brera e alla scuola d'arte applicata al Castello Sforzesco di Milano. Fu soprattutto un abile affrescatore. Tra le sue opere: gli affreschi sulla volta a botte della Chiesa di San Michele Arcangelo a Busto Arsizio eseguiti tra il 1932 e il 1934, l'affresco raffigurante la storia della marina a La Spezia e alcuni affreschi per l'ambasciata italiana a Madrid.

## Mario Chiodo Grandi nei musei
- Museo civico di Crema e del Cremasco[1]